# Arthromeris lungtauensis
Arthromeris lungtauensis är en stensöteväxtart som först beskrevs av Ren-Chang Ching, och fick sitt nu gällande namn av Ren-Chang Ching. Arthromeris lungtauensis ingår i släktet Arthromeris och familjen Polypodiaceae. Inga underarter finns listade.